# Horst Spengler
Horst Spengler (* 10. Februar 1950 in Lützellinden) ist ein ehemaliger deutscher Handballspieler und -trainer. Er spielte beim TV Hüttenberg und war Kapitän der deutschen Handballnationalmannschaft. Heute ist er sportlicher Berater beim Bundesligisten HSG Wetzlar.

## Karriere
Horst Spengler, Sohn des ehemaligen deutschen Handballspielers und Handballtrainers Rudolf Spengler, ist ein ehemaliger deutscher Handballspieler und Handballtrainer. Er begann seine Karriere beim TV Lützellinden und wechselte dann zum benachbarten damaligen Bundesligisten TV Hüttenberg, bei dem er insgesamt 15 Jahre als Kreisläufer und Spielertrainer wirkte und seine Karriere 1983 beendete.
Horst Spengler wurde bei den Olympischen Spielen 1976 Vierter mit der deutschen Mannschaft. Am 5. Februar 1978 gewann er in Kopenhagen als Kapitän der deutschen Handballnationalmannschaft den Weltmeistertitel im Endspiel gegen die UdSSR. Bundestrainer war damals Vlado Stenzel, Co-Trainer Horsts Vater Rudolf Spengler. Als Nationalspieler kam Spengler auf insgesamt 147 Einsätze, in denen er 293 Tore erzielte.

## Trainer
Als Trainer führte er die SG Wallau/Massenheim in die 1. Bundesliga. Im März 1985 trat er (mit seiner Mannschaft auf dem elften Platz in der Bundesliga stehend) vom Amt zurück. Den TV Hüttenberg betreute er bis zu seinem Rücktritt im Januar 1988 in der 2. Bundesliga. Auch die HSG Dutenhofen/Münchholzhausen (jetzt HSG Wetzlar) führte er in die 1. Bundesliga. Außerdem war er Anfang der 1990er Jahre Trainer des Regionalligisten TV Lützellinden. Für den Deutschen Handballbund trainierte er die Junioren.

## Privates
Seit dem Ende seiner Handballlaufbahn war Horst Spengler bis Sommer 2015 als Lehrer für Sport, Mathematik und Physik am Johanneum Gymnasium Herborn tätig. Der Oberstudienrat ist verheiratet und hat zwei Töchter.
Für die Handball-Weltmeisterschaft 2007 in Deutschland wurde Spengler offiziell zum WM-Botschafter der Stadt Wetzlar berufen, die zu den Ausrichtungsstädten der WM gehörte.

## Ehrungen
Spenglers Heimatgemeinde Hüttenberg ehrte ihn damit, dass sie schon zu seinen Lebzeiten eine Straße nach ihm benannte, den Horst-Spengler-Ring im Ortsteil Hochelheim.
Im Juni 2015 wurden Horst Spengler und sein Vater vom hessischen Ministerpräsidenten Volker Bouffier mit dem Hessischen Verdienstorden am Bande ausgezeichnet.